# Yukarıkuzfındık, İnönü
Yukarıkuzfındık là một xã thuộc huyện İnönü, tỉnh Eskişehir, Thổ Nhĩ Kỳ. Dân số thời điểm năm 2011 là 25 người.